# آقای هو
آقای هو (به ایتالیایی: Criminal Face - Storia di un criminale) یک فیلم سینمایی جنایی فرانسوی-ایتالیایی به کارگردانی روبر انریکو با بازی ژان-پل بلموندو محصول سال ۱۹۶۸ که براساس رمان سال ۱۹۶۴ هو! اثر ژوزه جووانی.

## بازیگران
- ژان-پل بلموندو در نقش فرانسوا هولین
- جوانا شیمکوس
- ریموند بوسیر در نقش رابرت
- پل کروچه در نقش گابریل بریاند
- استفان فی در نقش شوارتز جونیور
- آلن موتت در نقش پل
- تونی تافین در نقش شوارتز قدیمی
- آندره وبر در نقش لا پرالین
- جکی ساردو در نقش مادو
- باب اینگارائو در نقش اشنایدر
- پیر لپرو در نقش راجر
- ژان پل تریبوت در نقش فالستن
- سیدنی چاپلین در نقش کانتر
- ژان-پیر کاستالدی به عنوان دوست باندیکت
- آلن دلون به عنوان مرد در فرودگاه[۲]